# 25 maggio
Il 25 maggio è il 145º giorno del calendario gregoriano (il 146º negli anni bisestili). Mancano 220 giorni alla fine dell'anno.

## Eventi
- 1085 – Alfonso VI di Castiglia riprende Toledo ai Mori;
- 1124 – Consacrazione del Santuario di Montevergine dedicato alla Madonna ed eretto da San Guglielmo da Vercelli;
- 1241 – La comunità ebraica di Francoforte sul Meno subisce uno dei primi attacchi antisemiti;
- 1420 – Enrico il Navigatore viene nominato governatore dell'Ordine di Cristo;
- 1521 – La Dieta di Worms termina quando Carlo V emana l'Editto di Worms, che dichiara Martin Lutero un fuorilegge;
- 1644 – Il generale Ming Wu Sangui apre le porte della Grande muraglia cinese al Passo Shanhai per permettere alle forze d'invasione Manciù di raggiungere la capitale Pechino;
- 1658 – Nell'ambito della guerra franco e anglo-spagnola, l'esercito francese comandato da Turenne assedia Dunkerque;
- 1659 – Richard Cromwell, figlio di Oliver, rassegna le dimissioni dalla carica di Lord protettore;
- 1660 – Il re Carlo II sbarca a Dover di ritorno dal suo esilio;
- 1738 – Un trattato tra il Maryland e la Pennsylvania mette fine alla cosiddetta guerra di Cresap, scoppiata per questioni di confine;
- 1787 – A Filadelfia (Pennsylvania), i delegati iniziano a riunirsi per scrivere la nuova Costituzione degli Stati Uniti d'America;
- 1810 – A Buenos Aires, cittadini armati espellono il viceré di Spagna e stabiliscono un governo provinciale per l'Argentina,
- 1812 – Un terribile terremoto colpisce Caracas, in Venezuela, causando tra i 15000 e i 20000 morti,
- 1814 – Il generale Heinrich J. Bellegarde assunse personalmente la reggenza provvisoria di governo, proclamando in contemporanea la cessazione del Regno d'Italia,
- 1819 – Viene promulgata la Costituzione argentina del 1819;
- 1870 – Nella battaglia di Eccles Hill un manipolo di appartenenti alla Fenian Brotherhood viene sconfitto dalle truppe canadesi;
- 1895
  - Il commediografo, poeta e romanziere Oscar Wilde viene condannato per «sodomia e volgare indecenza» a scontare due anni nel carcere di Reading;
  - Viene fondata la Repubblica di Formosa con Tang Jingsong come presidente;
- 1913 – Si svolge il primo Giro delle Fiandre, corsa di ciclismo su strada, vinta dal belga Paul Deman;
- 1914 – La Casa dei comuni del Regno Unito approva la Irish Home Rule;
- 1925 – John T. Scopes viene incriminato per aver insegnato la teoria dell'evoluzione di Charles Darwin;
- 1926 – L'anarchico ebreo Sholom Schwartzbard uccide il politico ucraino Symon Petljura in esilio a Parigi;
- 1935
  - Nel giro di 45 minuti, al Big Ten meeting di Ann Arbor (Michigan), Jesse Owens stabilisce o eguaglia quattro record del mondo di atletica leggera;
  - Babe Ruth batte il 714º e ultimo fuoricampo della sua carriera;
- 1946 – Il parlamento della Transgiordania elegge l'emiro Abd Allah come suo re;
- 1953 – Al Nevada Test Site, gli Stati Uniti d'America conducono i loro primi e unici test di artiglieria nucleare;
- 1958 – Italia: si svolgono le elezioni politiche;
- 1961 – Programma Apollo: il presidente John Fitzgerald Kennedy annuncia davanti a una sessione speciale unificata del Congresso il suo obiettivo di iniziare un progetto per «mandare un uomo sulla Luna» prima della fine del decennio;
- 1963 – Ad Addis Abeba, in Etiopia, viene fondata l'Organizzazione di unità africana;
- 1966 – Programma Explorer: viene lanciato l'Explorer 32;
- 1969 – In Sudan il colonnello Ja'far al-Nimeyri prende il potere con un colpo di Stato;
- 1977 – Guerre stellari esce nei cinema statunitensi: diventerà uno dei film di maggior incasso nella storia del cinema;
- 1979
  - Esce nelle sale cinematografiche il film Alien;
  - Un Douglas DC-10 della American Airlines precipita poco dopo il decollo dall'aeroporto internazionale di Chicago-O'Hare: muoiono tutte le 271 persone a bordo e due persone a terra;
- 1981 – A Riad viene creato il Consiglio di cooperazione del Golfo tra Bahrein, Kuwait, Oman, Qatar, Arabia Saudita ed Emirati Arabi Uniti;
- 1983 – Guerre stellari - Il ritorno dello Jedi debutta nei cinema;
- 1985 – Il Bangladesh viene colpito da un ciclone tropicale e da un'ondata di temporali che causeranno la morte di circa 10000 persone;
- 1991 – Si conclude con successo l'Operazione Salomone: 34 aerei hanno trasferito in Israele 14325 Beta Israel;
- 1992 – Oscar Luigi Scalfaro viene eletto nono presidente della Repubblica Italiana;
- 1995 – Papa Giovanni Paolo II pubblica la lettera enciclica "Ut Unum Sint" riguardante l'impegno ecumenico;
- 1997 – Un colpo di Stato militare in Sierra Leone sostituisce il presidente Ahmad Tejan Kabbah con Johnny Paul Koromah;
- 2000 – Il Libano celebra la liberazione del sud del paese dopo 22 anni di occupazione israeliana;
- 2001 – Alpinismo: il trentaduenne Erik Weihenmayer di Boulder (Colorado) e il sessantaquattrenne Sherman Bull di New Canaan (Connecticut) diventano rispettivamente il primo non vedente e la persona più anziana a raggiungere la vetta del Monte Everest;
- 2003 – Néstor Kirchner viene eletto nuovo presidente della Repubblica Argentina;
- 2008 – Atterraggio su Marte della sonda spaziale Phoenix;
- 2014 – Elezioni europee del 2014;
- 2020 – George Floyd, un uomo afroamericano, muore soffocato dal poliziotto bianco Derek Chauvin durante l'arresto a Minneapolis, dando così il via a una serie di imponenti manifestazioni contro il razzismo e gli abusi delle forze dell'ordine degli Stati Uniti d'America nei confronti dei cittadini neri.

## Nati
Ci sono circa 1 170 voci su persone nate il 25 maggio; vedi la pagina Nati il 25 maggio per un elenco descrittivo o la categoria Nati il 25 maggio per un indice alfabetico.

## Morti
Ci sono circa 490 voci su persone morte il 25 maggio; vedi la pagina Morti il 25 maggio per un elenco descrittivo o la categoria Morti il 25 maggio per un indice alfabetico.

## Feste e ricorrenze

### Civili
Internazionali:
- Giornata dell'Africa[1]
- Giornata internazionale dei bambini scomparsi[2]
- Geek Pride Day (giorno dell'orgoglio Geek)
- Towel Day ("giorno dell'asciugamano" in inglese), festeggiato dagli appassionati dei libri di Douglas Adams

Nazionali:
- Argentina - Giorno della Rivoluzione di maggio
- Ciad, Liberia, Mali, Mauritania e Zambia - Giorno della Libertà Africana o Giorno dell'Unità
- Giordania - Giorno dell'indipendenza o Giorno del rinascimento arabo
- Libia - Festa della Rivoluzione di maggio
- Sudan - Festa nazionale

### Religiose
Cristianesimo:
- San Beda il Venerabile, sacerdote e dottore della Chiesa
- San Gregorio VII, papa
- Santa Maria Maddalena de' Pazzi, vergine
- Sant'Agostino Caloca Cortes, sacerdote e martire
- Sant'Aldelmo di Malmesbury, abate e vescovo
- Sant'Antonio Caixal, mercedario
- San Canio di Atella, vescovo e martire
- San Cristóbal Magallanes Jara, martire
- San Dionigi di Milano, vescovo
- San Dionigi Ssebuggwawo, martire
- San Girio, venerato a Potenza Picena
- San Giovanni da Granada, martire mercedario
- San Leone di Mantenay, abate
- Santa Madeleine-Sophie Barat, vergine
- San Pietro Ðoàn Văn Vân, martire
- San Pietro Malasanch, martire mercedario
- San Senzio di Bieda, martire
- San Zanobi, vescovo
- Beato Bartolomeo Magi di Anghiari, religioso
- Beato Giacomo Filippo Bertoni, servita
- Beato Isidoro Ngei Ko Lat, catechista e martire
- Beato Mario Vergara, sacerdote e martire
- Beato Nicola Cehelskyj (Mykola), sacerdote e martire

### Altre ricorrenze
Fantascienza:
- Towel Day